# Дженьюари, Джон
Джон Хартнетт Дженьюари (англ. John Hartnett January; 6 марта 1882, Сент-Луис — 1 декабря 1917, там же) — американский футболист, серебряный призёр летних Олимпийских игр 1904.

## Карьера
На Играх 1904 в Сент-Луисе Дженьюари выступал за первую сборную США, представленную командой местного Колледжа христианских братьев, за которую также выступали его братья: Том и Чарльз. Они проиграли матч Канаде, сыграли вничью, а затем выиграли встречу с другой американской командой и заняли в итоге второе место, получив серебряные медали.